# Blacktown
Blacktown es un suburbio de Sídney, Australia situado 34km al poniente del Centro de Sídney en la Comuna de Blacktown. Blacktown es el centro administrativo de la comuna de Blacktown. Es un suburbio de 24,209 habitantes.